# Zele

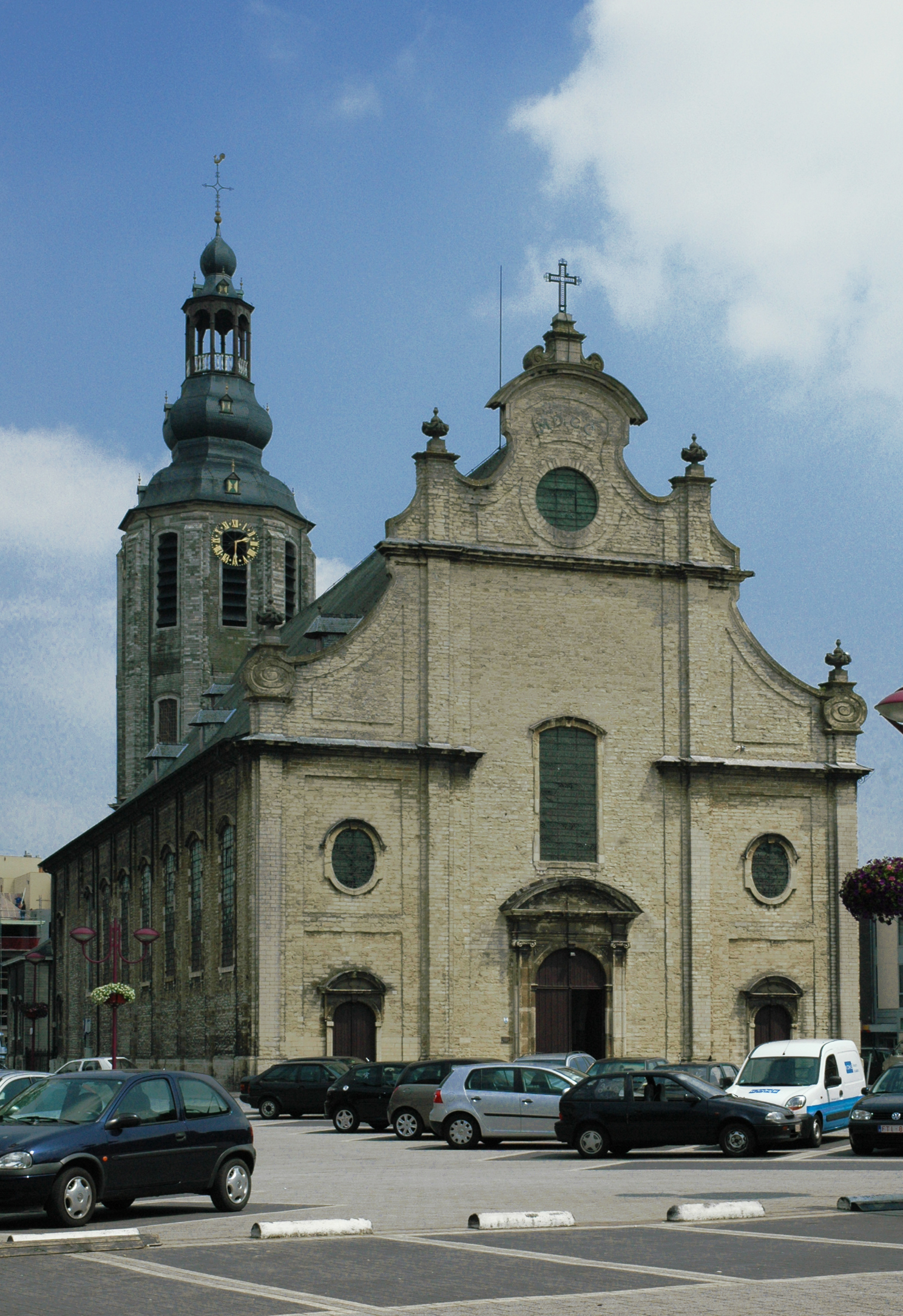
A zelei Sint-Ludgeruskerk

Zele belga város a flandriai Kelet-Flandria tartományban, Dendermonde körzetben található. A város a Schelde és a Durme folyó között fekszik, Lokeren és Dendermonde városok között található. A város kb. 20 000 fős lakosságából jelentős, közeli 12% a bevándorlók aránya.
A flamand régió városrendezési tervében (Ruimtelijk Structuurplan Vlaanderen) Zele mint gazdasági központ szerepel, emellett Zele városáé a kétes dicsőség, hogy itt található a Groene Meersch, azaz Flandria újrahasznosításra váró területeinek egyike.

## Története
Zele települést legelőször Kr. u. 800 körül említik, amikor a környéket Nagy Károly Szent Ludgerus-nak, az esseni Werden-apátság alapítójának adományozta. A szerzetesek 1141-ben építettek rendházat Zeleben, ami a legenda szerint 1452-ben leégett, a helyi kastély, a malom épületével és a fél várossal együtt. 1699 és 1704 között épült a barokk stílusú Sint-Ludgeruskerk épülete, amely ma védett műemlék.
A templom nyolcszögletű, 69 méter magas tornyát csak 1718-ban sikerült befejezni és méretei miatt a „Schelde őre” („de wachter van de Schelde”) becenevet kapta. A templom tervezője és építtetője az ágoston-rendi szerzetes, Jan Vrijeels volt.
Zele a len feldolgozására alapuló textilipar egyik központja volt (a 20. század elejéig), amikor is áttértek a juta feldolgozására. Zele ekkoriban egy teljesen tipikus kelet-flandriai város volt, sok bárral, kávézóval, sörfőzdével és lepárlóval, 12 malommal és a város körül elterülő, kiterjedt tanyavilággal. A 19. század elején Zele, a szomszédos Hamme városával együtt Kelet-Flandria legszegényebb településeinek számított. Ennek oka a helyi munkaerő kihasználása, amit a polgári és egyházi hatóságok is támogattak, és amit 1901-ben megjelent könyvében, az A travers la Flandre (Door Arm Vlaanderen) című útleírásban a szocialista politikus, August De Winne is feljegyzett. A könyvben szereplő fotók közül sokat éppen Zele-ben készítette.
Az 1960-as években a városba települt egy üveggyár, nyomda és fémfeldolgozó üzemek.

## Látnivalók
A már említett Sint-Ludgeruskerk épülete mellett a Kouter negyedben található egy védett kápolna és kolostorépület, az esperesség központja, a belga építész Huib Hoste műhelylakása (Stationsstraat) és a Hof ten Goede fogadó a Hoek negyedben.

## Helyi politika
A 2006-os önkormányzati választások legnagyobb győztese a flamand liberális párt, a VLd volt, amelyik a szavazatok 37,5%-át szerezte meg. Ezt követte a CD&V-N-VA 23%-a, a Vlaams Belang 15%-a és a szocialisták (sp.a) 5,9%-a.
A választási eredményeknek megfelelően a helyi önkormányzat a VLD és két helyi választási szövetség, a Lijst M.A.S.S.A.R.T és a Zeelse Democratische Belangen részvételével alakult meg.

### Polgármesterek
- 1830–1831 : Pieter Jozef De Decker
- 1831–1836 : Carel Domin Fruyt
- 1836–1846 : Pieter Jan Everaert
- 1846–1864 : Eugène Van Meldert
- 1864–1872 : Pieter Frans De Cleene
- 1872–1907 : Cesar Meeus (katolikus párt)
- 1908–1941 : Armand Rubbens (katolikus párt)
- 1941–1944 :
- 1944–1971 : Benoit Van Acker (CVP)
- 1971–1980 : Avil Geerinck (Zeelse Belangen)
- 1980–2000 : Jozef De Bruyne (Zeelse Democratische Belangen - ZDB)
- 2001- : Patrick Poppe (VLD)

## Hitélet
Zele vallási központ, a helyi esperesség székhelye, amihez az alábbi települések és templomok tartoznak:
- Sint-Ludgerus (Zele-Centrum)
- Onze-Lieve-Vrouw van Zeven Weeën (Zele-Kouter)
- Sint-Jozef van Nazareth és Sint-Antonius (Zele-Heikant)
- Sint-Jozef (Zele-Huivelde)
- Heilig Hart (Zele-Durmen)
- Sint-Martinus (Berlare-Centrum)
- Onze-Lieve-Vrouw-Hemelvaart (Berlare-Overmere)
- Sint-Pietersbanden (Berlare-Uitbergen)

## A város szülöttei
- Pierre De Decker (1812–1891), belga igazságügyi miniszter és később miniszterelnök (1855–1857), Limburg tartomány kormányzója (1871) (katolikus párt)
- Emmanuel Van Driessche (1824–1897), író
- Edmond Rubbens (1894–1938), belga munkaügyi, szociális és gyarmatügyi miniszter (1934–1938) a keresztény szakszervezet, az ACW elnöke (1927–1934) (katolikus párt)
- Raphael Hulpiau (1910–1997), belga egészségügyi miniszter (1966–1968) és az ACW elnöke (1950–1965) (CVP politikus)
- Henri Van Daele (1946–), író
- Kurt Rogiers (1971–), színész
- Jelle De Beule (1981–), programmamaker, képregény-rajzoló
- Marc Maes (1970–), zenész, a genti Muziekacademie van het Gemeenschapsonderwijs te Gent dékánja, korábban a Stockhausen Trio tagja.
- Filip De Wilde, labdarúgó, belga válogatott csapattag
- William Tackaert (1956–), kerékpárversenyző
- Avil Geerinck (1917–1980), belga szenátor, a nacionalista Volksunie politikusa
- Victor Van Cauteren (1877–1935) liberális belga szenátor
- Benoit Van Acker (1900–1981), a CD&V politikusa
- Eugène Van Cauteren (1906–1978), belga szenátor, a PVV politikusa
- Greta D'Hondt (1949), a CD&V politikusa
- Lieve Vercauteren (1982), színésznő
- Ninke Gryp (1991), színésznő